# 九鐵單程車票

九鐵成人車票（兩鐵合併前最後一款）

九鐵單程車票（英語：KCR Single Ride Ticket）是前九廣鐵路東鐵、西鐵及馬鐵在兩鐵合併前所使用之車票，屬九鐵一般車票的票種。兩鐵合併後，九鐵單程車票由港鐵單程票取代。

## 發售
九鐵單程車票一般都會由九鐵沿線各站售票處（只限頭等及／或往返過境車站車票）及售票機發出。

## 分類
九鐵單程車票分為以下四種：
- 成人車票（英語：Adult Ticket）：任何人士乘搭東鐵、馬鐵及西鐵所有列車均可使用。
- 成人頭等車票（英語：Adult First Class Ticket）：任何人士乘搭東鐵及馬鐵均可使用，持票人有資格乘坐乘搭東鐵頭等車卡。
- 優惠車票（英語：Concessionary Ticket）：只限65歲或以上長者及3歲至11歲小童乘搭東鐵、馬鐵及西鐵所有列車均可使用。
- 優惠頭等車票（英語：Concessionary First Class Ticket）：65歲或以上長者及3歲至11歲小童乘搭東鐵及馬鐵均可使用，持票人有資格乘坐乘搭東鐵頭等車卡。

九鐵單程車票適用於九鐵本地線包括：
- 九廣東鐵及馬鐵（現東鐵綫及屯馬綫）；
- 九廣西鐵（現屯馬綫）但不適用於九廣輕鐵（需另購輕鐵單程票）。

## 使用
- 東鐵及馬鐵：單程車票分為普通等及頭等，普通等車票可於各車站售票機購買，而頭等及／或過境站車票則可於各車站票務處及自動售票機購買，乘客可預先多購一張車票作回程之用（不適用於實施過境限額制時前往過境站），但車票只限即日有效；但實施羅湖及／或落馬洲乘客限額制時，東鐵乘客必須於票務處購買；而馬鐵（由車公廟站至烏溪沙站出發）乘客必須先購買前往上水站的單程車票，並於大圍站指定補票處補付上水站至羅湖站或落馬洲站之間的差額，方可轉乘東鐵前往羅湖或落馬洲站。
- 西鐵：單程車票可於各西鐵車站售票機購票，乘客可預先多購一張車票作回程之用，但車票只限即日有效。

## 有效期
九鐵單程車票可於購票當天乘搭指定車程一次。

## 外部連結
- 香港鐵路大典上的相关条目：九廣鐵路車票